# Super Mario Sunshine
Super Mario Sunshine is een platformspel voor de Nintendo GameCube. Het spel is het eerste Mario-platformspel op de console na Super Mario 64.
Het spel is tussen 18 september 2020 en 31 maart 2021 samen met Super Mario 64 en Super Mario Galaxy op de Nintendo Switch uitgebracht als onderdeel van het verzamelspel Super Mario 3D All-Stars.

## Verloop van het spel
Het spel begint als Mario, Peach en Toadsworth in een vliegtuig zitten op weg naar Isle Delfino. In het vliegtuig wordt op een scherm een voorstelling gemaakt van het eiland. Plots merkt Peach een schaduw op die erg lijkt op Mario, maar die heeft net als Toadsworth niets opgemerkt. Als het vliegtuig landt op Delfino Airstrip, blijkt het eiland met modder vervuild. Ook het zonlicht is weg. Mario wordt ervan beschuldigd omdat de eilandbewoners, de pianta's, Shadow Mario een kwast zagen gebruiken om met modder van alles te bevuilen en rare wezens op het eiland te zetten. Nu krijgt Mario de schuld en de opdracht om het eiland te redden en de zonneschijn terug te krijgen. Met de hulp van F.L.U.D.D., een watersysteem, moet Mario zijn tegenstander Shadow Mario bestrijden. Als Princess Peach dan ook nog eens wordt ontvoerd, begint het echte werk voor de loodgieter.

## Verhaal
Shadow Mario blijkt Bowser Jr., de zoon van Bowser te zijn, die een uitvinding van de professor E. Gadd heeft gestolen. Hij heeft Peach ontvoerd omdat hij haar als moeder wil. Nadat Mario tientallen Shine Sprites heeft verzameld komt hij erachter dat Bowser zich in de grote vulkaan heeft verborgen. Daar verslaat Mario Bowser en kunnen Mario, Peach en de rest hun vakantie alsnog voortzetten.

## Voorwerpen
- Shine Sprites: dit zijn de voorwerpen die nodig zijn om verder te kunnen in het spel. Er zijn er in totaal 120 te verkrijgen. In elk van de zeven levels zijn er elf Shine Sprites te winnen: 8 door opdrachten te voltooien, 2 die verborgen liggen en één door 100 gouden munten te verzamelen.
- Gouden munten: deze munten liggen verspreid over elk level. De beloning voor 50 gouden munten is een level-up. De beloning voor 100 gouden munten is een Shine Sprite.
- Blauwe munten: over het hele spel liggen er 240 verspreid. Tien blauwe munten kunnen worden geruild voor een Shine Sprite.
- Rode munten: in sommige levels wordt de opdracht gegeven om acht rode munten te verzamelen. Als ze alle acht gevonden zijn, wordt er als beloning een Shine Sprite gegeven.
- 1-up: met een 1-up krijgt Mario een extra leven. Ook wordt hierbij Mario's gezondheid volledig hersteld. Daarnaast wordt F.L.U.D.D. bijgevuld.
- Yoshi-ei: nadat je episode vier van Pinna Park hebt uitgespeeld, kan de uitdaging met Shadow Mario worden aangegaan. Als je wint krijg je het Yoshi-ei, als je het Yoshi-ei het juiste fruit voert zal Yoshi verschijnen. Yoshi kan vruchtensap uit z'n mond spugen. Regelmatig zal je Yoshi moeten voeren anders verdwijnt hij, dit doe je door hem fruit of vijanden te voeren.
- Waterflesjes: deze flesjes worden gebruikt om F.L.U.D.D. weer te voorzien van water.

## Dorpen en andere gebieden
- Delfino Airstrip: het vliegveld waar je enkel in het begin en het einde van het spel kan komen. Zodra je het spel de eerste keer start begin je op de Airstrip.
- Delfino Plaza: de hoofdstad van het eiland. Hier begin je altijd als je verder speelt.
- Bianco Hills: een mooi heuvelachtig dorpje met veel verschillende molens. Er is één heel grote molen die gebouwd is op een meer naast het dorpje zelf.
- Ricco Harbor: de haven van het eiland. Hier staan wat huisjes, maar is ook voornamelijk industrie.
- Gelato Beach: een van de twee stranden, die voornamelijk bedoeld is voor toeristen. Het kent ook een grote heuvel aan de andere kant.
- Sirena Beach: het andere strand waar het altijd avond is. Hier staan geen strandtentjes, maar wel een hotel.
- Pinna Park: Pinna Park is een klein attractiepark dat op een los eiland staat. Je kunt het alleen bereiken per kanon.
- Noki Bay: Noki Bay is een baai met veel ruïnes en een grote waterval.
- Pianta Village: Pianta Village is het dorp waar de Pianta's leven. Hier klink vaak muziek. Het gebied kent ook veel grote bomen.
- Corona Mountain: een vulkaan die naast de Plaza ligt. Dit is de schuilplaats van Bowser en Bowser Jr.

## Fludd
Fludd (Flash Liquidizer Ultra Dousing Device) of F.L.U.D.D. is een watersysteem dat Mario als hulp krijgt aangeboden om Isle Delfino schoon te maken. F.L.U.D.D. heeft twee instellingen. Het kan gewoon met water sproeien en de tweede mogelijkheid hangt af van welke mondstuk je gebruikt.
- Hover Nozzle (zweefmondstuk): aan het begin van het spel is deze mondstuk te gebruiken. Als deze wordt gebruikt, kan er gevlogen worden. Ondertussen wordt er water op de grond gespoten. Deze mondstuk is handig voor plaatsen waar men niet kan komen door enkel te springen.
- Turbo Nozzle (turbomondstuk): wanneer er 25 Shine Sprites zijn verzameld, kan de uitdaging met Shadow Mario worden aangegaan. Als hij verslagen is, geeft hij de Turbo Nozzle. Met deze mondstuk kan Mario over land, over en onder water snel bewegen. Zo kunnen er ook nieuwe plaatsen worden bereikt.
- Rocket Nozzle (raketmondstuk): wanneer er dertig Shine Sprites zijn verzameld, kan de uitdaging met Shadow Mario worden aangegaan. Als hij verslagen is, geeft hij de Rocket Nozzle (raketmondstuk). Met deze mondstuk wordt Mario de hoogte in gestuurd.

## Trivia
- Het spel is opgenomen in het boek 1001 Video Games You Must Play Before You Die van Tony Mott.